# البيان في تفسير القرآن
البيان في تفسير القرآن هو كتاب تفسير للقرآن من تأليف أبو القاسم الخوئي، وهو من علماء الشيعة الإمامية المعاصرين.
صدر هذا التفسير في مجلد واحد، وخط فيه المؤلف المعالم المنهجية لعمله بالإضافة إلى بعض المقدمات ذات الصلة بالتفسير وتفسير سورة الفاتحة.

## المؤلف
هو أبو القاسم بن علي أكبر بن هاشم الموسوي الخوئي ولد في التاسع عشر من شهر تشرين الثاني من عام 1317 هـ في بلده خوي التابعة لأذربيجان الغربية، ونشأ بها ثم هاجر بصحبة والده إلى النجف. دخل حوزة النجف وأكمل المقدمات على يد كبار علمائها. ثم نال درجة الاجتهاد سنة 1352 هـ وقد استلم زعامة الحوزة بعد وفاة السيد محسن الحكيم عام 1390 هـ.
له مؤلفات متنوعة في التفسير والكلام والفقه والاصول وعلم الرجال. توفي السيد الخوئي سنة 1413 هـ في النجف.

## عن التفسير
يتضمن الكتاب محاضرات السيد الخوئي في تفسير القرآن الكريم التي كان يلقيها على طلابه في الحوزة العلمية في النجف. يبتدأ الكتاب بمقدمات في علوم القرآن الكريم، ويتضمن ذلك بحوثاً اشتملت على موضوعات علمية تتصل بالقرآن من حيث عظمته واعجازه وصيانته من التحريف وسلامته من التناقض والنسخ في تشريعاته.
فيقدِّم المؤلف أوّلاً تأويلاً حيال الأحداث والعوامل التي أدَّت إلى التقديس المطلق لنص الوحي في الإسلام، ثمّ يتطرق إلى مباحث في علم الرجال ويبدأ بدارسة القرّاء الأوائل للقرآن الذين من عندهم تواتر القرآن. ثم يقدم مباحث في علم الكلام، ومباحث أصولية، وحديث عن البداء وعن حجية ظواهر الكتاب، وتعليقاته الستة والعشرين. ثم يشرع في تفسير سورة الفاتحة.

## وصلات خارجية
- البيان في تفسير القرآن